# Sabri Hamiti
Pour les articles homonymes, voir Hamiti.
Sabri Hamiti (1950- ) est un poète, dramaturge et critique littéraire kosovar.

## Biographie
Sabri Hamiti est né en 1950 près de Podujevo dans le nord-est du Kosovo. Il étudie la littérature comparée à Zagreb et à Paris, à l'École Pratique des Hautes Etudes, puis achève son doctorat à l'Université de Pristina. Il devient poète, dramaturge ainsi qu'un critique novateur. Il est l'auteur de nombreuses publications. Actuellement très impliqué politiquement, il est membre du parlement kosovar. Il écrit des articles dans de nombreuses revues.

## Œuvres

### Poésie
- Njeriu vdes i ri, 1972
- Faqe e fund, 1973
- Thikë harrimi, 1975
- Trungu ilir, 1979
- Leja e njohtimit 1985, 1985
- Lind një fjalë, përzgjedhje, 1986
- Kaosmos, 1990
- ABC Albetare për fëmijë të rritur, 1994
- Melankolia, 1999
- Sympathia, 2004
- Lulet e egra, 2006
- Litota, 2007
- Kukuta e Sokratit, 2018
- Prishtina mon amour, 2025

### Roman
- Njëqind vjet vetmi, 1976

### Théâtre
- Futa, 1988
- Misioni, 1997
- La Mission (1997), traduit de l’albanais par Anne-Marie Autissier et Fatime Neziroski, l’Espace d’un instant, Paris, 2007,  (ISBN 978-2-915037-39-5)
- Pasioni, 2023
- Maja, 2025

### Critique littéraire
- Variante, 1974
- Teksti i dramatizuar, 1978
- Kritika letrare (avec Ibrahim Rugova), 1979
- A-ZH, Romanet e Nazmi Rrahmanit, 1982
- Arti i leximit, 1983
- Njeriu kryengritës, 1987
- Vetëdija letrare, 1989
- Faik Konica: jam unë, 1991
- Tema shqiptare, 1993
- Poeti i nemun Bilal Xhaferri, 1996
- Letra shqipe, 1996
- Lasgushi qindvjeçar, 1999
- Bioletra, 2000
- Studime letrare, 2003
- Shkollat letrare shqipe, 2004
- Tematologjia, 2005
- Presidenti Ibrahim Rugova (Memento për Rugovën), 2007
- Letërsia moderne, Tiranë, 2009
- Albanizma, 2009
- Poetika shqipe, 2010
- Utopia letrare, 2013
- Zef Pllumi, 2013
- Ndre Mjedja, 2016
- Anton Pashku, 2017
- Testamenti, 2018
- Át Gjergj Fishta, 2020
- Naim Frashëri, 2020
- Enigma e poezisë, 2021
- Stilografia, 2022
- The Literary Canon, 2025

## Annexe